# Voacanga
Voacanga és un gènere de planta amb flor amb 42 espècies pertanyents a la família de les Apocynaceae. És originària de les regions tropicals d'Àfrica, Madagascar, Malàisia i Queensland en Austràlia.

## Aplicacions medicinals
Alguns d'aquests compostos tenen usos farmacèutics.

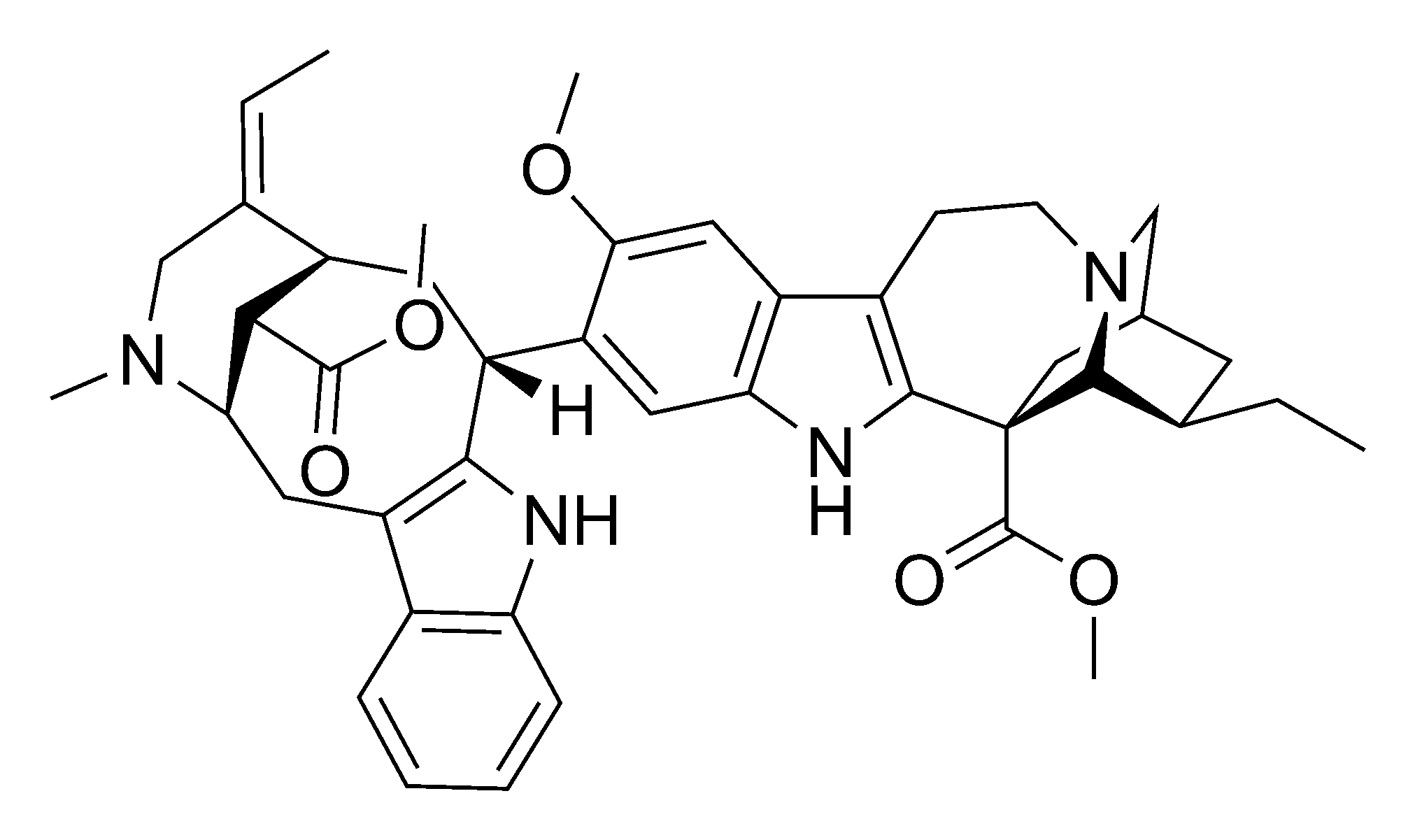
Compositió química de la Voacanga